# Jessie (Stany Zjednoczone)
Jessie – jednostka osadnicza w Stanach Zjednoczonych, w stanie Dakota Północna, w hrabstwie Griggs.